# Charmed (гурт)
Charmed (Зачаровані) — норвезький дівочий колектив. Учасниці Євробачення 2000 року від Норвегії.

## Огляд
Гурт Charmed дебютував у національному фіналі Норвегії на Євробаченні піснею «My Heart Goes Boom».
До складу входили три дівчини двадцяти років:
- Оддрун Валестранд (танцюристка і всебічна виконавиця),
- Ліза Моніка Найгард (авторка текстів пісень),
- Ханне Крістін Хогсанд (танцюристка і співачка).[4]

Вигравши Гран-прі Мелоді, вони представляли Норвегію на конкурсі Євробачення 2000 і фінішували на 11-й позиції.
Хогсанд брала участь у 2006 році як сольна виконавиця у Гран-прі Мелоді з «Heaven's In Your Eyes». Вона не вийшла до фіналу. Вона також брала участь у 2010 році, знову не потрапивши у фінал.
Найгард виступила в дуеті як запрошена вокалістка в барабан-басовій баладі «Without U», яка прозвучала в альбомі Poquito Loco від Costa.